# Denis McDonough

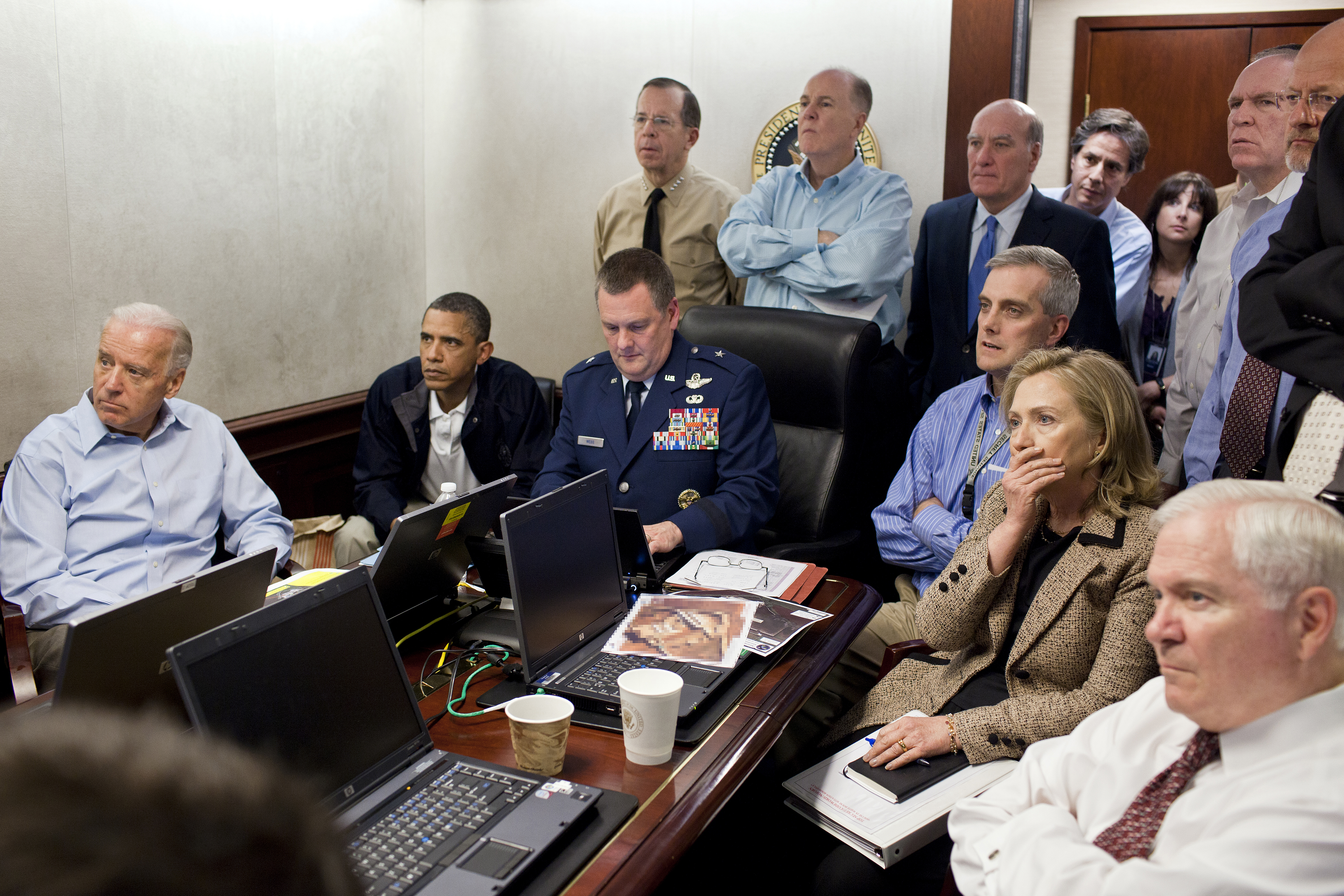
Denis McDonough (sedící 3. zprava), vedle ministryně Clintonové, sleduje v Situační místnosti s prezidentem Obamou, viceprezidentem Bidenem a členy bezpečnostní rady přenos operace Navy SEALs „Neptunovo kopí“, při níž byl 2. května 2011 zabit Usáma bin Ládin

Denis McDonough (* 2. prosince 1969 Stillwater, Minnesota) je americký politik a státní úředník, člen Demokratické strany. V letech 2021–2025 zastával úřad ministra pro záležitosti veteránů Spojených států amerických ve vládě Joea Bidena. Ve funkci nahradil republikána Roberta Wilkieho, který do ledna téhož roku sloužil v Trumpově vládě.
Během prezidentství Baracka Obamy působil v letech 2009–2010 nejdříve jako vedoucí kanceláře Národní bezpečnostní rady. Mezi roky 2010–2013 se stal náměstkem poradce pro národní bezpečnost Thomase E. Donilona. Po celé druhé období Obamova kabinetu, v letech 2013–2017, vedl kancelář Bílého domu jako člen administrativy na vládní úrovni.

## Mládí a vzdělání
Narodil se roku 1969 v desetitisícovém Stillwateru, městě ležícím ve východní Minnesotě. Vychován byl ve zbožné rodině irských katolíků, která čítala jedenáct dětí. Prvních šest se narodilo v Bostonu, než se rodina přestěhovala do Minnesoty. Dva bratři se stali duchovními. Prarodiče přicestovali do Ameriky z irského regionu Connemara v hrabství Galway.
V roce 1988 maturoval na státní střední škole Stillwater Area High School. Bakalářským studiem pokračoval na Saint John's University se sídlem v minnesotském Collegeville. Za univerzitní tým amerického fotbalu Saint John's Johnnies nastupoval pod vedením trenéra Johna Gagliardiho na pozici „safetymana“, posledního hráče obranné linie. S týmem vyhrál dva tituly v minnesotské meziuniverzitní konferenci hrané v rámci NCAA. V roce 1992 absolvoval s vyznamenáním bakalářské obory historie a španělština (BA). Poté se rozhodl procestovat Latinskou Ameriku. Během pobytu v Belize učinil pedagogickou zkušenost na místní střední škole.
Magisterský obor zahraniční služba ukončil v roce 1996 na Fakultě zahraniční služby Edmunda A. Walshe washingtonské Georgetownské univerzity (MS).

## Profesní kariéra
Mezi roky 1996 až 1999 pracoval jako asistent v zahraničním výboru americké Sněmovny reprezentantů, v němž se zaměřoval na Latinskou Ameriku. Následně působil jako služebně starší poradce demokratického senátora Toma Daschleho z Jižní Dakoty, jenž byl vůdcem senátní většiny a poté menšiny. Po Daschleho nezdaru o znovuzvolení v roce 2004 se stal asistentem pro legislativu u nově nastupujícího senátora Kena Salazara z Colorada. V roce 2004 byl také zaměstnán ve washingtonském think tanku Center for American Progress, založeném o rok dříve Johnem Podestou.
V roce 2007 byl do aktivní služby povolán rezervista námořnictva Mark Lippert, který působil jako zahraniční šéfporadce senátora Baracka Obamy z Illinois. Lippert jej před nasazením v Iráku oslovil, aby ho ve funkci nahradil. McDonough tak nastoupil na pozici senátorova zahraničního poradce, kde setrval až do Obamova vítězství v prezidentských volbách 2008.

### Obamova administrativa
Po nástupu prezidenta Baracka Obamy do Bílého domu v lednu 2009 se připojil k administrativě, když získal pozici vedoucího strategické komunikace a úřadujícího ředitele kanceláře v Národní bezpečnostní radě, hlavním prezidentově poradním orgánu v oblasti zajišťování národní bezpečnosti, vojenství a zahraniční politiky.
Barack Obama oznámil 20. října 2010 úmysl jej jmenovat náměstkem poradce pro národní bezpečnost namísto Thomase E. Donilona, který měl vystřídat generála Jamese L. Jonesa přímo v úřadu poradce pro národní bezpečnost. McDonough byl s prezidentem a dalšími zachycen na fotografii ze Situační místnosti Bílého domu při sledování živě přenášené operace Navy SEALs „Neptunovo kopí“, při níž byl v květnu 2011 zabit Usáma bin Ládin.
Po znovuzvolení jej Barack Obama v lednu 2013 jmenoval ředitelem kanceláře Bílého domu, kde setrval celé druhé volební období do ledna 2017. V únoru 2013 naléhal na zákonodárce k rychlému potvrzení Chucka Hagela do funkce ministra obrany a Johna O. Brennana za ředitele CIA, jakožto členy Obamova bezpečnostního týmu, když vyjádřil „vážné znepokojení“ nad pomalostí schvalovacího procesu.

### Návrat do soukromého života
Po konci Obamova prezidentství v lednu 2017 nastoupil do Markle Foundation, neziskové nadace založené Johnem Marklem a jeho ženou pro „transformaci zastaralého amerického trhu práce, aby odrážel potřeby digitální ekonomiky“, s cílem podpory pracovních příležitostí a zintenzivnění školících programů pro zaměstnance. Jako vrchní ředitel se snažil o růst organizace v celostátním měřítku a navazování spolupráce s vládami unijních států jako v případě Colorada. Rovněž podporoval vztahy s veřejnými institucemi typu Arizonské státní univerzity i soukromým sektorem jako u LinkedIn. 
Na University of Notre Dame se stal profesorem na Keough School of Global Affairs (Keoughově fakultě globálních záležitostí), zaměřující se na aspekty globalizace a globální politiky, kde začal vést semináře. Byl také jmenován hostujícím členem programu pro technologie a mezinárodní vztahy v zahraničněpolitickém think tanku Carnegie Endowment for International Peace, sídlícím ve Washingtonu, D.C.

### Ministr pro záležitosti veteránů v Bidenově vládě
Po listopadovém vítězství Joea Bidena v amerických prezidentských volbách 2020 zvolený prezident oznámil 10. prosince 2020 záměr jej nominovat do úřadu ministra pro záležitosti veteránů.
Po odeslání nominační listiny do Senátu se v horní komoře 27. ledna 2021 McDonough zúčastnil slyšení před výborem pro záležitosti veteránů. Na plénu Senátu pak byla 8. února téhož roku jeho nominace potvrzena senátorskými hlasy v poměru 87 : 7. Pro hlasovalo všech 48 demokratů, 2 nezávislí a 37 republikánů, dalších 7 republikánů bylo proti a 6 se zasedání nezúčastnilo. Úřadu se ujal následujícího dne složením přísahy do rukou viceprezidentky Kamaly Harrisové a stal se druhým ministrem tohoto rezortu, který nebyl rezervistou.

## Soukromý život
McDonough se oženil s Karin Hillstromovou. Manželka se švédskými a norskými kořeny vyrostla na jihu Chicaga v Beverly. Do manželství se narodili dcera Adeline a synové Liam a Teddy.